# ボディジャック 楽しい幽体離脱
『ボディジャック 楽しい幽体離脱』（ボディジャック たのしいゆうたいりだつ）は漫画家の森山塔（山本直樹）原作によるOVA作品の第1作目で、『PINK NOISE』の第4弾である。発売元は、通常版はネットワークフロンティア事業部、ノーカット18禁版はAE企画である。

## 概要
1987年当時、人気のあったテレビアニメ『うる星やつら』に見られる描写要素を多分に盛り込んだR指定のOVAとして、1月28日にバンダイから『C.MOON』というレーベル名で発売。翌年の1988年にはこうした声に応えて通常版では収録を見送られた濡れ場を盛り込んだアダルトアニメとして改めてリリース、3月25日にノーカット18禁バージョンとして『HALF-MOON』というレーベル名で発売された。LD版は通常版のみの販売であった。
エンディング曲「夜に泣いて」は、この手の作品には珍しく演歌調の歌である。当初はOVA『学園特捜ヒカルオン』の主題歌として使用される予定だったが、同作の監督・越智一裕が「作風に合わない」と反対したため、本作へ流用されることになった。『学園特捜ヒカルオン』のサウンドトラックにこの曲が収録されているのは、その名残である。
当初は森山塔の作品群に登場するスター・システムキャラクター「かもしだ」が主人公となる予定であり、タイトルも『かもしだくんの楽しい幽体離脱』であった。初期案は阿佐ヶ谷に相当するキャラクターが「かもしだ」であり、キャラクターデザインも眼鏡をかけて小柄の男子という彼そのものであったが、別のキャラクターに変更された。
ビデ倫の審査を通しておらず、性交シーンにおいてはモザイクを使用せずに画面を暗くさせることにより、性器を隠している。

## あらすじ
嵐の晩、高台の洋館に住む塔山博士は長年の研究が完成させたことを助手の大男に告げた。
ある夏の晴れた日、早朝の高校の体育館でバレー部が練習をしていた。キャプテンの高円寺奈加乃は厳しいが部員からはとても慕われていた。練習が終わり生徒が登校し終える頃、3年B組の阿佐ヶ谷高雄は教室の窓から時間を気にしながら外を見ていたが、予鈴が鳴り始め慌てて登校するクラスメートの池ノ上こまばに気づき安心したように微笑んでいた。息を切らせながら登校したこまばが自分の靴箱を開けると、いつものように大量のラブレターが落ちてきた。彼女は一瞬驚くが、その中に阿佐ヶ谷からのラブレターを見つけると拾い上げて意味ありげに笑みを浮かべていた。休憩時間に奈加乃がこまばを日曜に区民プールに行こうと誘っていたが、この会話に聞き耳を立てていた阿佐ヶ谷は奈加乃に教科書を借りるのを装って会話に入ってくる。奈加乃が教科書を探しているのをいいことに、阿佐ヶ谷がこまばにちょっかいを出しているとなぜか奈加乃は不機嫌になり教科書を彼に投げつけた。その日の放課後、男子生徒からの黄色い声援を受けながら練習に励んでいる奈加乃を見ながら阿佐ヶ谷は彼女の名をつぶやいていた。
次の日曜の朝、奈加乃が阿佐ヶ谷の家を訪ねてきた。実は阿佐ヶ谷と自分の水着を買いに行く約束をしていたのだ。その時、阿佐ヶ谷は自宅でこまばを盗撮したとしか思えないような様々な写真で自慰行為を行っていたが、奈加乃が部屋を開けた時には何事もなかったように買い物に出かけるのだった。買い物に行く途中で2人が縁日に寄り楽しんでいると、怪しげな博士が阿佐ヶ谷に声をかけてきた。はじめは怪しさに戸惑い逃げ回る二人だったが、しつこく追い回されて説明を聞かされると、助手の大男が風呂敷包みを広げると、彼は長年研究の末に先日ようやく完成させた「幽体離脱マシーン」を見せながら破格の値段で譲ると言った。それを聞いた奈加乃はあきれるが、すでに頭の中はいやらしいプランで一杯となり鼻の下を伸ばした阿佐ヶ谷は即座に購入を決めて5000円で譲り受け、下卑た笑みを浮かる。その後呆れる奈加乃をほっといて家に帰ってしまう。
しかたなく奈加乃は一人で水着を買いに行くが、あんなインチキな品に飛びつき自分をほっといてひとりで帰ってしまった阿佐ヶ谷に怒り心頭していた時に、店員から試着を進められるも体のサイズが大きいことを理由にハイレグ水着を進められる。
一方阿佐ヶ谷は自宅に帰りマシーンの説明書を熟読しこのマシーンで為すべきことを確信し、作動させたマシーンに乗り込むとぐったりした彼の体が排出され、幽体離脱マシーンの上部に半透明の幽体が出てきた。眼下に自分の肉体を見下ろし、見事に幽体となったことを悟った彼は、物理法則を無視してドアや床を通過でき、さらに飛行能力までも得る。彼はこの能力でするべきことを思いついたようで、こまばの名を叫びながら飛んで行ってしまう。
その頃こまばは自分の部屋で男子生徒からもらったラブレターを眺めていたが、興味が無いのか読まずに箱に投げ入れた。彼女は学園のアイドルでこのラブレターが1600枚目になるほどの人気だったが余り興味が無く、箱の中にはたくさんの未開封のままのラブレターと共に阿佐ヶ谷のラブレターもあった。そして彼女がベランダに出て煙草を吸って寛いでいると、幽体となった阿佐ヶ谷が床からせりあがり部屋に入ってきた。彼はこまばを見つけるといやらしい笑みを浮かべ、そっと背後から近づき彼女の体に自分の幽体を重ねていった。その瞬間こまばは痙攣し意識を失ったかのように見えたがすぐに目を覚まし、「やったぁ、合体」と叫び自身を抱きしめると、彼女は急にはしゃぎながらタンスに駆け寄り自分のパンティーを物色したり、上着を脱ぎ捨てて下着姿になり鏡の前で自分の胸を揉み始めた。実は阿佐ヶ谷の意識が強い為にこまばの意識は眠った状態となり、阿佐ヶ谷がこまばの肉体を自由に操れるようになったのだった。それをよい事にベッドで全裸になって最初はこまばの体の美しさに感動していたが、股間を眺めていると我慢できなくなり、自身のものとなったこまばの女性器をいじり自慰行為を始める。初めて味わう女性の肉体の快感に感動した阿佐ヶ谷だったが、何かを思いついた様にいやらしい笑みを浮かべる。
その後プールへ誘いに来た奈加乃がピンクのワンピースを着て部屋の中にいたこまば（阿佐ヶ谷）に声をかけると、振り返っていつもの彼女ようにかわいらしくうなずいた。
プールへ行く途中、奈加乃は阿佐ヶ谷に買い物をキャンセルされたことへの文句を言っていた。こまば（阿佐ヶ谷）は最初は奈加乃をなだめていたが、阿佐ヶ谷はHなことしか考えていないと言われたため思わず声を荒らげてしまう。奈加乃は妙に阿佐ヶ谷の味方をするこまばに彼に気があるのではないかと問い詰め始める。実は奈加乃の方が阿佐ヶ谷に気があり、こまばも協力してくれると言ってくれていたのだった。いきなり奈加乃の気持ちを知ったこまば（阿佐ヶ谷）は驚いたが理解すると嬉しそうに彼女の後について行く。区民プールに着くと、女子更衣室で着替えることにこまば（阿佐ヶ谷）は涙を浮かべるほど感動しつつも、周りの女性を覗き見（肉体はこまばなので誰からも不審に思われない）しながら入って行った。こまば（阿佐ヶ谷）が着替えていると奈加乃が買った水着を見せてきた、彼女の大胆な水着や過激な会話に興奮していると、胸をかくさずこまばが着替えていると、奈加乃からいきなり胸が大きいと鷲掴みにされる女性同士の大胆なスキンシップを受け驚くこまば（阿佐ヶ谷）だった。その後プールでボール遊びしたり、一緒に飛込みなどをし、こまば（阿佐ヶ谷）は女同士で安心している奈加乃に抱きつくなど性的なスキンシップして誘惑する。近くにいた幼女に「お姉ちゃん達何してるの?」と疑問を投げかけられが、救助訓練だとごまかす二人だった。すると、奈加乃はこの後自宅に寄ることを提案してきた。まんざらでもない奈加乃の態度にこまば（阿佐ヶ谷）は再び下卑た笑みを浮かべるのだった。
一方その頃、阿佐ヶ谷宅では親猫と子猫が阿佐ヶ谷の部屋に侵入し、みかけない幽体離脱マシーンに激しく威嚇行動をとるのだった。
奈加乃宅のベットではじめはシーツの中でお互いの身体を軽く触る程度だったが、キスを行うなど徐々にレズ行為を深めていく。奈加乃はこまばに身を任せていたが、今までのこまばとの関係でこんなことはしたことがなく不審に思ったが、こまば（阿佐ヶ谷）から「プールでの奈加乃が素敵だったから」と言われ、さらに彼女から与えられる快感と言葉攻めにより次第に自分から求めていき、阿佐ヶ谷とも本当はSEXしてみたいと思いのほどを吐露する。こまば（阿佐ヶ谷）も奈加乃を攻めている最中に興奮し、最後は2人で絶頂を迎える。しかしこまばが帰った後奈加乃は後悔の為涙を流してしまう。
阿佐ヶ谷宅では親猫と子猫が幽体離脱マシーンをよじ登ったりして、子猫たちは意識のない阿佐ヶ谷の体で爪とぎしたり好き勝手に遊びまわるのだった。幽体離脱マシーンは負荷からか煙が立ち上り、火花が飛び始めていた。
こまば（阿佐ヶ谷）は奈加乃の家からマンションへの帰宅後、置手紙により両親が不在なことを知り、再びこまばの部屋で全裸になりベット上でじっくりと股間を観察したり、初めはかるく性器に触れるだけだったが、自身の胸を揉んだり、しだいに嬌声を上げるほど激しい自慰行為をするなどしてこまばの肉体を好き勝手に堪能するが、阿佐ヶ谷宅の幽体離脱マシーンは益々煙が立ち上り、火花も一層激しくなり遂には真っ二つに折れて大爆発を起こしてしまう。
阿佐ヶ谷は丁度こまばの身体で快感による絶頂を迎えている最中にこまばの身体から分離し、夕暮れの中意識が混濁した状態のまま空を飛び、幽体離脱マシーンの爆発により大怪我を負った自分の肉体へと帰還し、意識を取り戻した途端悲鳴をあげることとなる。
しばらくして意識を取り戻したこまばは、阿佐ヶ谷が自身に憑依していたことは一切覚えておらず、ベットの上で全裸になっており、部屋中に散乱したティッシュとけだるい身体と自身に残る自慰行為のあとに戸惑うばかりであった。
そして高台の洋館に住む塔山博士は再び何かを作成していたが、大男の問いにはまだ秘密であり次回へのお楽しみとだけ告げた。
翌日、怪我を負い体中に包帯を巻き松葉杖を使って阿佐ヶ谷が登校していると、奈加乃が声をかけてきた、奈加乃は阿佐ヶ谷の怪我の理由を問うが阿佐ヶ谷は昨日の機械で負ったと言葉を濁した。話題を変え阿佐ヶ谷は自分たちが長い付き合いであるのと自身への恋心を諮問するが、その返礼はテレ混じりの「平手打ち」であった。
その後阿佐ヶ谷は教室の窓から外を見ていると、予鈴が鳴り始め慌てて登校するこまばが登校してくるが、間に合わずに門が締まり生徒手帳の提示をもとめられる。彼女は前日の消耗からか目の下にはクマが出来ておりへたりこみ、始業に合わず遅刻してしまう。
始業開始時、奈加乃は阿佐ヶ谷から女性としてみられたことが嬉しかったのか、一人思い出すように微笑んだ。
完全版では奈加乃宅からのこまばの家への帰宅後、こまばの肉体を使用しての全裸での激しい自慰行為の最中にこまばの義兄が部屋に乱入し、はじめは驚き、嫌がっていたが快感に抗えず性交渉におよび、さらに兄からプレゼントと称して友人達も加わっての乱交状態となり、強姦パターンとして兄と広田に交互に犯され、浜田には童貞を捨てられることとなった。次々に襲われる快感の連鎖に阿佐ヶ谷はこまばの体での快楽に溺れた状態となり、広田とのSEXにおいて絶頂をむかえたときに阿佐ヶ谷宅の猫が幽体離脱マシーンを壊してしまったことにより、こまばの身体から分離した阿佐ヶ谷の幽体に義兄達が驚くシーンが収録されている。

## キャラクター・登場メカ
阿佐ヶ谷高雄
本作品の主人公で高校三年生。幼馴染から頭の中には「どうしたらかわいい子のパンチラが撮れるか?」とか「どうしたらH出来るか?」などしかないと言われた男。塔山博士から幽体離脱マシーンを手に入れ憧れの美少女に憑依し、自身の意のままに動くようになった異性こまばの肉体で好き勝手な行動をとる。
池ノ上こまば
紫の長い髪を持つおしとやかでお嬢様タイプの女の子。毎日大量のラブレターをもらうほどの学園一の美少女であるが、その実態は意外にも喫煙したり、義兄やその友人たちと肉体関係があったりする少女。
幽体離脱した阿佐ヶ谷に憑依され、自分の意思とは関係なく身体を操られ散々Hな行為をすることに。
高円寺奈加乃
青い髪のショートカットのスポーツウーマン。阿佐ヶ谷の幼馴染にしてこまばの親友。女子バレー部のキャプテンで、いつも男子生徒から黄色い声援が飛んでいる。実は以前より阿佐ヶ谷に密かに好意を持っている。阿佐ヶ谷がこまばに憑依しているとは全く知らなくてレズ行為を行う。
塔山博士
洋館に住む謎の老科学者。何故か阿佐ヶ谷に幽体離脱マシーンを使いこなす才能を見出し、販売する。白髪で眼鏡をかけた白衣を着用したマッドサイエンティスト然とした風貌の持ち主。
大男
塔山博士の助手。フランケンシュタイン的風貌の持ち主。改造人間らしく、身体をバラバラにし、ジェット噴射による飛行をすることができる。
こまばの兄
こまばの義兄。以前よりこまばと性的関係を持つ。
広田
こまばの兄の友人その一。美形で以前よりこまばと肉体関係をもつ。テクニシャン。
浜田
こまばの兄の友人その二。以前よりこまばが一目で気に入っていた。阿佐ヶ谷が憑依しているとはわからず、こまばと性行為をし脱童貞を図る。設定では童顔ながら巨根の持ち主。
こまば+阿佐ヶ谷
幽体離脱した阿佐ヶ谷がこまばに憑依合体し、肉体的外見はこまばでも精神は阿佐ヶ谷。美少女の肉体と男性の心を持つ。こまばの意識は阿佐ヶ谷の意識が強いためか眠っている状態となり、内心を読むことはできず、さらに記憶を読むこともできないが、記憶に残ることもない。それをよいことに自身の意のままに動くようになったこまばの身体で下着を漁ったり、裸になり欲情してからの自慰行為、女子更衣室への潜入、同級生とのレズ行為、果ては意図せずとはいえ男性との4Pの性行為にまで及ぶ。
幽体離脱マシーン
外観は巨大な蚊やり豚。使用者は肉体から切り離され精神体だけの存在となり、幽体となった者は壁やドアを物理法則を無視して通過でき、さらに飛行能力を得る。精神体とはいえ、その存在は他者に視認される。最大の特徴は幽体を重ねると他者の身体に憑依し、その身体を自由に操り五感を共有することである。憑依された人物の意識はその間強制的に眠っている状態となり、記憶が残ることもない（つまり、何やろうと自由）。

## スタッフ
- 原作・オリジナルキャラクター - 森山塔
- 監督・演出 - 童子朗
- 脚本 - 谷川タカシ
- 作画監督 - 金田真
- 美術監督 - 斉藤和也、安部吉晴
- キャラクターデザイン - 志田ただし
- 原画 - 山苗清、久貴幸、萬田満、脇田智規、秋山和博、東怪次郎、王珍珍、G童童、ギルダブーイ、倍功夫、足夫呂男、菊池桃之助、張豪金、重志卓白
- 動画チェック - 東京一
- 動画：村山昌彦、田中ひろし、藤岡健一、オヤジ、長石たづみ、綿織紀子、城洋助、勝田沮、運地為造、南野凝零識、宇宙樹沙稀、ワトソン、KAN、柴合天紀紗、血味毛、麻呂、くろなすびい、渡辺さくれ、由月敏雪、さけのり岡田、佐藤博、若林明子、L・A・C
- 音楽 - 山中紀昌
- 音響監督 - 山藤誠
- 音響効果 - 佐々木純一（アニメサウンド）
- プロデューサー - 沢野宇伸、神保比呂志
- 制作協力 - スタジオタイガース
- 製作 - バンダイ

### 声の出演
※声優名は野球選手にちなんだ偽名でクレジットされている。
- 阿佐谷高雄：村上順一
- 高円寺奈加乃：工藤美代子
- 池ノ上こまば：前田明子
- 塔山博士：落合博
- 大男：原辰也
- こまばの兄：清原博
- 阿佐谷の男：篠塚誠
- 浜田：田淵工事
- 広田：宇野洋三
- 女生徒A：岡田保子
- 女生徒B：馬須一子
- 女生徒C：仲畑清子